# Grand Prix automobile de Bruxelles
Le Grand Prix de Bruxelles est un Grand Prix automobile organisé à quatre reprises, entre 1949 et 1962, sur le circuit de l'avenue Léopold III pour sa première édition, puis sur le circuit urbain du Heysel entre 1960 et 1962 à travers les rues de la capitale belge proches de l'Atomium, avec de nombreux murs non protégés, des arbres, des poteaux télégraphiques, des ponts et des tunnels.

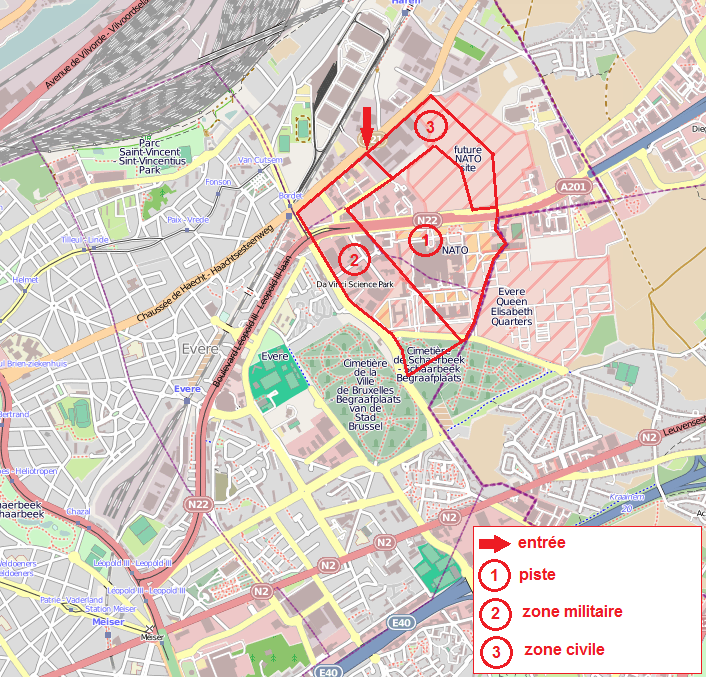
Le boulevard Léopold III, entre Schaerbeek et Evere.

Après une première édition durant la seconde quinzaine du mois de mai, les trois suivantes se déroulent début avril.

## Histoire
Lors de la première édition, qui emprunte une partie de la nouvelle avenue Léopold III (entre le boulevard Général Wahis à Schaerbeek à l'est de Bruxelles et la base aérienne d'Haren-Evere), les 300 kilomètres à parcourir sur un circuit de 4,69 kilomètres bouclé à 64 reprises sont réalisés en 2 h 11 min 17 s 9 par le vainqueur. Les racers 500 (futures Formule 3) sont alignées le même jour lors d'une autre course, la première pour ce type de véhicules en Belgique ; l'épreuve (organisée sur 9 tours) est remportée par le quinquagénaire Bill Aston. Le lendemain, un dimanche, les coureurs du Tour de Belgique cycliste arrivent au même endroit.
Onze ans plus tard, la course passe à 318,64 kilomètres, le circuit développant désormais 4,552 kilomètres. La victoire est obtenue par addition du temps de deux courses de 35 tours.
En 1961 et 1962, trois courses de 22 tours chacune (soit 300,354 kilomètres) sont désormais organisées, sur un circuit quasi identique. Jo Schlesser y fait ses débuts en Grand Prix en 1961. Des Formule 1 de 1 500 cm3 et des Formule 2 peuvent y être engagées.
De très nombreux immeubles ayant rapidement été construits sur l'avenue Léopold III, dont le trajet est prolongé jusqu'à l'aérodrome militaire de Melsbroek (avant Zaventem), il ne fut plus jamais possible d'organiser d'autres compétitions automobiles en ces lieux.

## Palmarès
| Année | Vainqueur       | Voiture               | Catégorie  | Circuit                         |
| ----- | --------------- | --------------------- | ---------- | ------------------------------- |
| 1949  | Luigi Villoresi | Ferrari 166 C         | Voiturette | Circuit de l'avenue Léopold III |
| 1960  | Jack Brabham    | Cooper T43-Climax FPF | Formule 2  | Circuit du Heysel               |
| 1961  | Jack Brabham    | Cooper T53-Climax     | Formule 1  | Circuit du Heysel               |
| 1962  | Willy Mairesse  | Ferrari 156           | Formule 1  | Circuit du Heysel               |